# Ingeborg Dánská (1244–1287)
Ingeborg Eriksdatter (asi 1244, Dánsko – 26. března 1287, Bergen) byla rodem dánská princezna a jako manželka norského krále Magnuse VI. norská královna v letech 1263 – 1280.
Byla první královnou korunovanou v Norsku a první, která obdržela k samostatnému užívání území dnešního Østfoldu.

## Biografie

### Původ, mládí
Narodila se jako třetí dítě (druhá dcera) ze šesti potomků dánského krále Erika Plovpenninga a jeho manželky Juty Saské († před r. 1267, dcery saského vévody Albrechta I. († 1261) a jeho první manželky Anežky Babenberské (1206–před 1237).
V roce 1250, když bylo Ingeborg zhruba šest let, byl její otec zavražděn svými politickými odpůrci. Její matka se i s dětmi přestěhovala zpět ke svým rodičům do Saska. Zde vyrůstala Ingeborg se svými třemi sestrami, občas však žily i na dvoře svého strýce, dalšího otcova bratra, dánského krále Kryštofa I. v péči jeho manželky, královny Markéty; občas ovšem také v klášteře. Čtyři sestry zdědily po svém otci určitá území; bylo lze předpokládat jak z norské, tak švédské strany zájem (motivovaný jak politicky, tak ekonomicky) o spojení s nimi. V roce 1260 se oženil švédský král Valdemar Birgersson s Ingeboržinou sestrou Žofií. Současně uvažoval norský král Haakon IV. o mladé Ingeborg jako o možné manželce pro svého syna Magnuse.

### Manželství, potomci
Norské poselstvo se postaralo nejprve o souhlas vévody Alberta Saského, princeznina děda, a teprve následujícího roku další norská delegace pod vedením osloského biskupa Haakona přibyla do Horsens v Jutsku, kde přebývala Ingeborg v klášteře. Výsledkem bylo to, že Ingeborg byla odvezena z Dánska do Norska s družinou norských šlechticů v roce 1261 bez svolení jejích poručníků a dánského krále Abela (jejího strýce, otcova bratra, jenž byl spojován s otcovou násilnou smrtí), který snad měl v úmysl provdat svou mladou neteř za jednoho ze synů jarla Birgera, švédského regenta.
Snoubenci se setkali 28. července roku 1261 v Tønsbergu, velkolepý sňatek se uskutečnil 14. září roku v Bergenu, tehdy nejvýznamnějším norském městě. Svatebního veselí se účastnilo na 1600 hostí ve třech sálech, podle pramenů za neslýchaného přepychu. O tři dny později byli novomanželé v bergenské katedrále korunováni.
Z manželství Ingeborg a Magnuse VI. se narodili čtyři synové, pouze dva mladší však se dožili dospělosti; oba pak postupně nastoupili na norský trůn:
- Olaf (1262–1267);
- Magnus († 1264);
- Erik (1268–1299), norský král v letech 1280–1299;
- Haakon (1270–1319), norský král v letech 1299–1319;

O životě Ingeborg není mnoho známo. Kromě jiného měla dobrý vztah s islandským spisovatelem Sturla Tordssonem, který na norském královském dvoře proslul svou ságou Huldar a později napsal další ságu o životě krále Magnuse VI.
Kvůli královniným dědickým nárokům k dánskému trůnu vznikl mezi Norskem a Dánskem spor s následnou řadou srážek. Král Magnus se snažil o vyplacení dědictví své ženy, ale její bratranec, dánský král Erik Klipping to odmítal. Třebaže Ingeborg i Žofie dosáhly kladného rozsudku v Nyborgu, ten nebyl naplněn.
Ingeborg ovdověla v roce 1280 a v následujících sedmi letech, o něž přežila svého manžela, se účastnila vlády, především pro nízký věk nového krále, svého syna. V této době poskytovala významnou podporu baronovi Alvu Erlingssonovi, který byl značně aktivní jako pirát proti lodím Dánska a Hanzy. Zemřela z neznámých příčin koncem března roku 1287, aniž by byly spory o dánské dědictví vyřešeny. Toho se podařilo dosáhnout teprve jejímu synovi Erikovi.

## Vývod z předků
|                 |                         |  |                    |                                  |  |  |  |  |  |  |  | Knut Lavard |
|                 |                         |  |                    |                                  |  |  |  |  |  |  |  |             |
|                 | Valdemar I. Veliký      |  |                    |                                  |  |  |  |  |  |  |  |             |
|                 |                         |  |                    |                                  |  |  |  |  |  |  |  |             |
|                 |                         |  |                    | Ingeborg Kyjevská                |  |  |  |  |  |  |  |             |
|                 |                         |  |                    |                                  |  |  |  |  |  |  |  |             |
|                 | Valdemar II. Vítězný    |  |                    |                                  |  |  |  |  |  |  |  |             |
|                 |                         |  |                    |                                  |  |  |  |  |  |  |  |             |
|                 |                         |  |                    | Volodar Minský                   |  |  |  |  |  |  |  |             |
|                 |                         |  |                    |                                  |  |  |  |  |  |  |  |             |
|                 | Žofie Novgorodská       |  |                    |                                  |  |  |  |  |  |  |  |             |
|                 |                         |  |                    |                                  |  |  |  |  |  |  |  |             |
|                 |                         |  |                    | Richenza Polská                  |  |  |  |  |  |  |  |             |
|                 |                         |  |                    |                                  |  |  |  |  |  |  |  |             |
|                 | Erik IV. Dánský         |  |                    |                                  |  |  |  |  |  |  |  |             |
|                 |                         |  |                    |                                  |  |  |  |  |  |  |  |             |
|                 |                         |  |                    | Alfons I. Portugalský            |  |  |  |  |  |  |  |             |
|                 |                         |  |                    |                                  |  |  |  |  |  |  |  |             |
|                 | Sancho I. Portugalský   |  |                    |                                  |  |  |  |  |  |  |  |             |
|                 |                         |  |                    |                                  |  |  |  |  |  |  |  |             |
|                 |                         |  |                    | Matilda Savojská                 |  |  |  |  |  |  |  |             |
|                 |                         |  |                    |                                  |  |  |  |  |  |  |  |             |
|                 | Berengarie Portugalská  |  |                    |                                  |  |  |  |  |  |  |  |             |
|                 |                         |  |                    |                                  |  |  |  |  |  |  |  |             |
|                 |                         |  |                    | Rajmund Berengar IV. Barcelonský |  |  |  |  |  |  |  |             |
|                 |                         |  |                    |                                  |  |  |  |  |  |  |  |             |
|                 | Dulce Aragonská         |  |                    |                                  |  |  |  |  |  |  |  |             |
|                 |                         |  |                    |                                  |  |  |  |  |  |  |  |             |
|                 |                         |  |                    | Petronila Aragonská              |  |  |  |  |  |  |  |             |
|                 |                         |  |                    |                                  |  |  |  |  |  |  |  |             |
| Ingeborg Dánská |                         |  |                    |                                  |  |  |  |  |  |  |  |             |
|                 |                         |  |                    |                                  |  |  |  |  |  |  |  |             |
|                 |                         |  | Albrecht I. Medvěd |                                  |  |  |  |  |  |  |  |             |
|                 |                         |  |                    |                                  |  |  |  |  |  |  |  |             |
|                 | Bernard III. Saský      |  |                    |                                  |  |  |  |  |  |  |  |             |
|                 |                         |  |                    |                                  |  |  |  |  |  |  |  |             |
|                 |                         |  |                    | Žofie z Winzenburku              |  |  |  |  |  |  |  |             |
|                 |                         |  |                    |                                  |  |  |  |  |  |  |  |             |
|                 | Albrecht I. Saský       |  |                    |                                  |  |  |  |  |  |  |  |             |
|                 |                         |  |                    |                                  |  |  |  |  |  |  |  |             |
|                 |                         |  |                    | Knut V. Dánský                   |  |  |  |  |  |  |  |             |
|                 |                         |  |                    |                                  |  |  |  |  |  |  |  |             |
|                 | Brigita Dánská          |  |                    |                                  |  |  |  |  |  |  |  |             |
|                 |                         |  |                    |                                  |  |  |  |  |  |  |  |             |
|                 |                         |  |                    |                                  |  |  |  |  |  |  |  |             |
|                 |                         |  |                    |                                  |  |  |  |  |  |  |  |             |
|                 | Juta Saská              |  |                    |                                  |  |  |  |  |  |  |  |             |
|                 |                         |  |                    |                                  |  |  |  |  |  |  |  |             |
|                 |                         |  |                    | Leopold V. Babenberský           |  |  |  |  |  |  |  |             |
|                 |                         |  |                    |                                  |  |  |  |  |  |  |  |             |
|                 | Leopold VI. Babenberský |  |                    |                                  |  |  |  |  |  |  |  |             |
|                 |                         |  |                    |                                  |  |  |  |  |  |  |  |             |
|                 |                         |  |                    | Helena Uherská                   |  |  |  |  |  |  |  |             |
|                 |                         |  |                    |                                  |  |  |  |  |  |  |  |             |
|                 | Anežka Babenberská      |  |                    |                                  |  |  |  |  |  |  |  |             |
|                 |                         |  |                    |                                  |  |  |  |  |  |  |  |             |
|                 |                         |  |                    | Isaac Komnenos Vatatzes          |  |  |  |  |  |  |  |             |
|                 |                         |  |                    |                                  |  |  |  |  |  |  |  |             |
|                 | Theodora Angelovna      |  |                    |                                  |  |  |  |  |  |  |  |             |
|                 |                         |  |                    |                                  |  |  |  |  |  |  |  |             |
|                 |                         |  |                    | Anna Komnena Angelina            |  |  |  |  |  |  |  |             |
|                 |                         |  |                    |                                  |  |  |  |  |  |  |  |             |